# Faciens misericordiam
Pour un article plus général, voir Procès de l'ordre du Temple.
Faciens misericordiam est une bulle pontificale fulminée par le pape Clément V le 12 août 1308 dans le cadre du procès de l'ordre du Temple.

Armoiries de Clément V

Elle crée des commissions diocésaines, chargées d'enquêter sur les agissements des Templiers, et des commissions pontificales, chargées de juger l'Ordre du Temple comme tel. Ces dernières livreront leurs rapports lors d'un concile œcuménique convoqué à Vienne en 1310, qui discutera du sort de l'ordre par la bulle Vox in excelso.
La commission pontificale de Paris est composée de : Gilles Aycelin (archevêque de Narbonne), Guillaume Durand (évêque de Mende), Guillaume Bonnet (évêque de Bayeux), Raynaud de La Porte (évêque de Limoges), Jean de Montlaur (archidiacre de Maguelone), Matthieu de Naples (notaire apostolique), Jean de Mantoue (archidiacre de Trente) et Jean Argani (prévôt de l'église d'Aix).